# NASA Astronautengroep 14
The Hoggs was de bijnaam van NASA's veertiende astronautengroep, die in 1992 werd geselecteerd.
De groep bestond uit:
| Astronaut             | Aantal vluchten | Missies                                               | Status              |
| --------------------- | --------------- | ----------------------------------------------------- | ------------------- |
| Daniel Barry          | 3               | STS-72, STS-96, STS-105                               | Pensioen ??.04.2005 |
| Charles Brady         | 1               | STS-78                                                | Pensioen 14.08.2002 |
| Catherine Coleman     | 3               | STS-73, STS-93, Sojoez TMA-20/ISS 26/ISS 27           | Pensioen ??.07.2015 |
| Michael Gernhardt     | 4               | STS-69, STS-83, STS-94, STS-104                       | Pensioen ??.08.2001 |
| John Grunsfeld        | 5               | STS-67, STS-81, STS-103, STS-109, STS-125             | Pensioen 04.01.2010 |
| Scott Horowitz        | 4               | STS-75, STS-82, STS-101, STS-105                      | Pensioen ??.10.2004 |
| Brent Jett            | 4               | STS-72, STS-81, STS-97, STS-115                       | Pensioen ??.11.2007 |
| Kevin Kregel          | 4               | STS-70, STS-78, STS-87, STS-99                        | Pensioen 27.06.2002 |
| Wendy Lawrence        | 4               | STS-67, STS-86, STS-91, STS-114                       | Pensioen ??.06.2006 |
| Richard Linnehan      | 4               | STS-78, STS-90, STS-109, STS-123                      | Pensioen ??.12.2010 |
| Jerry Linenger        | 2               | STS-64, STS-81/MIR-22/MIR-23/STS-84                   | Pensioen 23.02.1998 |
| Michael López-Alegría | 4               | STS-73, STS-92, STS-113, Sojoez TMA-9/ISS 14          | Pensioen ??.03.2012 |
| Scott Parazynski      | 5               | STS-66, STS-86, STS-95, STS-100, STS-120              | Pensioen ??.03.2012 |
| Kent Rominger         | 5               | STS-73, STS-80, STS-85, STS-96, STS-100               | Pensioen 30.09.2006 |
| Winston Scott         | 2               | STS-72, STS-87                                        | Pensioen 31.07.1999 |
| Steven Smith          | 4               | STS-86, STS-82, STS-103, STS-110                      | Pensioen ??.01.2005 |
| Joseph Tanner         | 4               | STS-66, STS-82, STS-97, STS-115                       | Pensioen ??.09.2008 |
| Andy Thomas           | 4               | STS-77, STS-89/MIR-24/MIR-25/STS-91, STS-102, STS-114 | Pensioen ??.12.2010 |
| Mary Weber            | 2               | STS-70, STS-101                                       | Pensioen ??.12.2002 |